# En skugga faller
En skugga faller är en amerikansk film från 1947 i regi av Sam Wood. Filmen är baserad på romanen The Story of Ivy av Marie Belloc Lowndes.

## Handling
Den uttråkade Ivy Lexton planerar att mörda sin make och rikta misstankarna mot hennes älskare så hon kan få ihop det med en ny förmögen man.

## Rollista
- Joan Fontaine - Ivy Lexton
- Patric Knowles - Roger Gretorex
- Herbert Marshall - Miles Rushworth
- Richard Ney - Jervis Hamilton Lexton
- Cedric Hardwicke - Orpington
- Lucile Watson - Mrs. Gretorex
- Sara Allgood - Martha Huntley
- Henry Stephenson - domare
- Rosalind Ivan - Emily
- Lilian Fontaine - Lady Flora
- Molly Lamont - Bella Crail
- Una O'Connor - Matilda Thrawn
- Isobel Elsom - Charlotte Chattle
- Alan Napier - Sir Jonathan Wright
- Paul Cavanagh - Dr. Berwick (ej krediterad)
- Norma Varden - Joan Rodney (ej krediterad)